# Greg Barnhisel
Gregory Peter Barnhisel (* 9. Dezember 1969) ist ein amerikanischer Literaturwissenschaftler.
Er studierte Anglistik am Reed College (B.A. 1992) und an der New York University (M.A. 1995) und promovierte 1999 an der University of Texas at Austin zum Ph.D. Seit 2003 lehrt er an der Duquesne University in Pittsburgh. Sein Forschungsschwerpunkt ist die amerikanische Literatur der Moderne, dabei insbesondere die Buch- und Verlagsgeschichte.

## Werke
- Media and Messages: Strategies and Readings in Public Rhetoric. Pearson Longman, New York 2005, ISBN 9780321179753.
- James Laughlin, New Directions, and the Remaking of Ezra Pound. University of Massachusetts Press, Amherst 2005, ISBN 9781558494787.
- (Hrsg. mit Cathy Turner): Pressing the Fight: Print, Propaganda, and the Cold War. University of Massachusetts Press, Amherst 2010, ISBN 9781558497368.
- Connecting with Culture: Readings for Writers. Pearson Longman, Boston 2012, ISBN 9780205741885.